# Muzeum Sztuki Współczesnej Republiki Serbskiej
Muzeum Sztuki Współczesnej Republiki Serbskiej (serb. Музеј савремене умјетности Републике Српске) – muzeum sztuki w Banja Luce, specjalizujące się w sztuce współczesnej.

## Historia
Muzeum zostało założone w 1971 roku jako Galeria Sztuki Banja Luki dla ok. 800 dzieł sztuki podarowanych miastu w geście solidarności po dwóch trzęsieniach ziemi o mocy 6 i 6,4 stopni w skali Richtera, które zniszczyły miasto w dniach 26–27 października 1969 roku. W pierwszych latach działalności galeria nie miała stałej siedziby i organizowała wystawy czasowe w różnych miejscach. W 1978 roku rada miasta przyznała ośrodkowi tymczasową siedzibę przy ulicy Simy Solaji oraz desygnowała gmach austro-węgierskiego dworca kolejowego na siedzibę docelową. W 1979 roku galerii przyznano ponadto dodatkową powierzchnię dla jej działalności komercyjnej. Galeria przeniosła się do stałej siedziby w 1981 roku. W latach 1982–1983 przeprowadzono renowację gmachu galerii. W latach 1962–1991 galeria organizowała biennale sztuki jugosłowiańskiej Salon Jesienny.
Na początku lat 90. XX wieku zbiory galerii obejmowały 949 dzieł sztuki. W 1994 roku na mocy dekretu rządu Republiki Serbskiej galeria została przemianowana na Galerię Sztuk Pięknych Republiki Serbskiej. W tym samym roku galeria otworzyła swoją pierwszą wystawę stałą. W 2004 roku rząd Republiki Serbskiej zmienił po raz drugi nazwę jednostki – na Muzeum Sztuki Współczesnej Republiki Serbskiej. W 2007 roku gmach muzeum uzyskał status zabytku.

## Zbiory
Zbiory muzeum obejmują ponad 1600 dzieł sztuki – obrazów, rzeźb, grafik, instalacji oraz dzieł sztuki medialnej, przede wszystkim z drugiej połowy XX w. W muzeum znajdują się dzieła m.in. Petara Mazewa (1927–1993), Milana Konjovicia (1898–1993), Ljubicy Sokić (1914–2009), Petara Omčikusa (ur. 1926), Đuro Sedera (ur. 1927), Edo Murtića (1921–2005), Ferdinanda Kulmera (1925–1998), Jožego Ciuhy (1924–2015), Mićy Popovicia (1923–1996), Božidara Jakaca (1899–1989), Juraja Dobrovicia (ur. 1928), Hermana Heblera (1911–2007), Mersada Berbera (1940–2012), Miroslava Šuteja (1936–2005), Paula Rebeyrolle (1926–2005), Pierre'a Alechinsky'ego (ur. 1927), Stanleya Williama Haytera (1901–1988), Zao Wou-Ki (1920–2013), Friedensreicha Hundertwassera (1928–2000), Hansa Hartunga (1904–1989), Heinza Macka (ur. 1931).